# Мадалан (станція)
Мадалан (рос. Мадалан) — станція Свободненського регіону Забайкальської залізниці Росії, розташована на дільниці Куенга — Бамівська між станціями Улягір (відстань — 10 км) і Тахтамигда (16 км). Відстань до ст. Куенга — 726 км, до ст. Бамівська — 23 км; до транзитного пункту Каримська — 958 км.